# Aleksei Kruchenykh
Aleksei Eliseevich Kruchenykh ou Kruchonykh (em russo Алексей Елисеевич Кручёных; 1886 - 1968)  foi um importante poeta da «Idade de Prata» russa. É talvez o mais radical poeta do futurismo russo, movimento artístico que icluiu nomes como Vladimir Mayakovsky, David Burliuk e outros. Entre outros, é apontado como um dos criadores do zaum.
Uma das mais célebres e interessantes obras de Kruchenykh é o livreto da ópera futurista A Victória sobre o Sol, com a ajuda de Kazimir Malevich.
Casou-se com outra célebre artista, Olga Rosanova, uma das fundadoras do Suprematismo, conhecida em Paris e nos grandes centros artísticos da Europa.
Após o esmagamento das vanguardas pelo regime soviético, Kruchenykh cai no esquecimento.